# Dasiops rugicavus
Dasiops rugicavus är en tvåvingeart som beskrevs av Mcalpine 1960. Dasiops rugicavus ingår i släktet Dasiops och familjen stjärtflugor. Inga underarter finns listade i Catalogue of Life.